# TOUR (松山千春のアルバム)
『TOUR』（ツアー）は、1996年6月21日にリリースされた松山千春の27枚目のオリジナル・アルバムである。

## 解説
- フジテレビ系ドラマ『みにくいアヒルの子』の主題歌に起用された[1]先行シングル『君を忘れない』を収録。
- 初回特典でポスターが付属。
- 2013年には日本コロムビアより松山千春オリジナル・アルバム・コレクションVol.22として再リリース。

## 収録曲
| 全作詞・作曲: 松山千春。 |                        |           |            |          |      |
| #                        | タイトル               | 作詞      | 作曲・編曲 | 編曲     | 時間 |
| 1.                       | 「君を忘れない」       | 松山千春  | 松山千春   | 飛澤宏元 | 4:48 |
| 2.                       | 「君は僕」             | 松山千春  | 松山千春   | 萩田光雄 | 4:15 |
| 3.                       | 「時代」               | 松山千春  | 松山千春   | 笛吹利明 | 4:53 |
| 4.                       | 「僕はただ僕でいたい」 | 松山千春  | 松山千春   | 萩田光雄 | 4:37 |
| 5.                       | 「天国ロック」         | 松山千春  | 松山千春   | 夏目一朗 | 4:04 |
| 6.                       | 「メロディー」         | 松山千春  | 松山千春   | 萩田光雄 | 4:54 |
| 7.                       | 「ねえ君」             | 松山千春  | 松山千春   | 萩田光雄 | 4:19 |
| 8.                       | 「君が眩しすぎて」     | 松山千春  | 松山千春   | 飛澤宏元 | 4:37 |
| 9.                       | 「別れないでおくれ」   | 松山千春  | 松山千春   | 笛吹利明 | 4:03 |
| 10.                      | 「君は腕の中」         | 松山千春  | 松山千春   | 飛澤宏元 | 4:53 |
| 11.                      | 「TOUR」               | 松山千春  | 松山千春   | 飛澤宏元 | 8:03 |
| 合計時間:                | 合計時間:              | 合計時間: | 53:26      |          |      |

## 参加ミュージシャン
- Drums：島村英二・渡嘉敷祐一
- Bass：高水健司・岡沢章・長岡道夫・美久月千晴・岡沢茂・河合徹三
- Guitar：松原正樹・徳武弘文・好永立彦
- A.Guitar：吉川忠英・笛吹利明・古川昌義・丸山政幸
- Keyboards：エルトン永田・夏目一朗・飛澤宏元
- Syn.Operator：渋谷年治・國友孝純
- Strings：加藤JOE(solo)・篠崎正嗣(solo)・加藤JOEグループ・篠崎正嗣グループ
- Chorus：比山貴咏史・木戸やすひろ・曳田修(ROBBIRD)・鈴木弘明(ROBBIRD)
- Harmonica：八木のぶお
- Coordinator：HIROSHI TAKAMURA (Music Land)・NORIKO SEKIYA (Music Land)・AKIHIRO HARA (Music Land)

## メディアでの使用
| # | 曲名             | タイアップ                                       |
| - | ---------------- | ------------------------------------------------ |
| 1 | 「君を忘れない」 | フジテレビ系ドラマ『みにくいアヒルの子』主題歌   |
| 7 | 「ねえ君」       | JR北海道「ダイヤ改正・スーパーおおぞら」CMソング |